# Vasile Coroban
Vasile Coroban (n. 14 februarie 1910, Camenca, Glodeni; d. 1984, Chișinău) a fost un istoric și critic literar nonconformist din RSSM (actuala Republică Moldova), doctor habilitat în filologie (1958). Membru al Uniunii scriitorilor din RSSM din 1954. A absolvit facultatea de drept a Universității din Iași în 1935. A redactat ziarul „Viața universitară” cu caracter antifascist, fiind după aceasta condamnat. După 28 iunie 1940 a colaborat la ziarul „Pământ sovietic” din Bălți. În 1942–1945 a fost învățător la o școală medie din regiunea Kemerovo. După 1945 a lucrat ca secretar responsabil la ziarul „Luceafărul roșu” (Bălți). Din 1947 colaborează la Institutul de limbă și literatură al AȘM, fiind conducător al Sectorului de teorie a literaturii al acestui institut. Autor și redactor a manualelor de literatură pentru școlile din RSSM. A publicat studii despre literatura clasică românească și universală, a cercetat fenomenul literar din RSSM.

## Operă
- Constantin Dobrogeanu-Gherea. Studiu introductiv, Ch.
- Vasile Alecsandri: viața și opera, Ch., 1957
- Летописец Ион Некулче (din rusă Letopisețul lui Ion Neculce) (1958)
- Scriitorii Moldovei Sovietice. Indice bibliografic, Ch., 1969 (redactor)
- Romanul moldovenesc contemporan, Ch. 1969 (original), 1974, 1979, în limba rusă
- Pagini de critică literară, Ch., 1971.
- Opere alese, Ch., ed. Literatura artistică, 1983
- Dimitrie Cantemir – scriitor umanist, eseu, Ch., ed. Cartea Moldovei, 2003